# Podmoskovske večeri (album)
Podmoskovske večeri je album pevačice Merime Njegomir sa ruskim pesmama i romansama i dvadeset prvi studijski album ove umetnice. Objavljen je u izdanju PGP RTS 2008. godine. Album sadrži šesnaest pesama, među kojima su: Rjabinuška, Oči čornije, Kaljinka, Tonkaja rjabina. Merimu je na albumu pratio Narodni orkestar pod upravom Ljubiše Pavkovića i horovi Obilić i Krsmanović.

## Pesme na albumu
| Br. | Naziv pesme              |
| --- | ------------------------ |
| 1.  | Podmoskovske večeri      |
| 2.  | Tonkaja rjabina          |
| 3.  | Cvetala kalina           |
| 4.  | Ciganka sam mala - Bida  |
| 5.  | Tri godine si me sanjala |
| 6.  | Ivuška                   |
| 7.  | Cigani vole pesme        |
| 8.  | Usamljena harmonika      |
| 9.  | Gori, gori, moja zvezdo  |
| 10. | Rjabinuška               |
| 11. | Romaški sprijataljis     |
| 12. | Oči čornije              |
| 13. | Višnjeve boje šal        |
| 14. | Jihav kozak              |
| 15. | Tamna noć                |
| 16. | Kaljinka                 |

## Spoljašnje veze
- Informacije o albumu na sajtu discogs.com